# Magnesiumacetat
Magnesiumacetat, eller ättiksyrad magnesia, är ett vitt, kristallinskt pulver eller en kristallinsk massa, som är lättlöslig i vatten och etanol. Det tar upp vatten ur fuktig luft tills det blir en vattenlösning och smälter vid 80°C. Vid ytterligare upphettning avgår först ättiksyra och därefter aceton, varvid magnesiumoxid återstår som glödgningsrest.

## Användning
Magnesiumacetat används i färgerier. Genom tillsättning av magnesiumoxid till en vattenlösning av magnesiumacetat bildas basisk ättiksyrad magnesia, som kan användas för tillverkning av tandkräm och som antiseptiskt medel.